# كريليا سوفيتوف سامارا
كرييلا سوفيتوف - سامارا (بالروسية: Кры́лья Сове́тов) هو نادي كرة قدم في روسيا.
سمي بهذا الاسم نسبة لابنة موسليني غير الشرعية اوليانوف سمارا ولأن ام الفتاة هذه كانت صديقة موسيليني تزوجن برجل اخر روسي واشترى هذا النادي وسماه بهذا الاسم ويقع مقر النادي في مدينة كريليا التابعة لمدينة سانت بطرسبورغ الروسية.